# Kornhaus (Dessau)

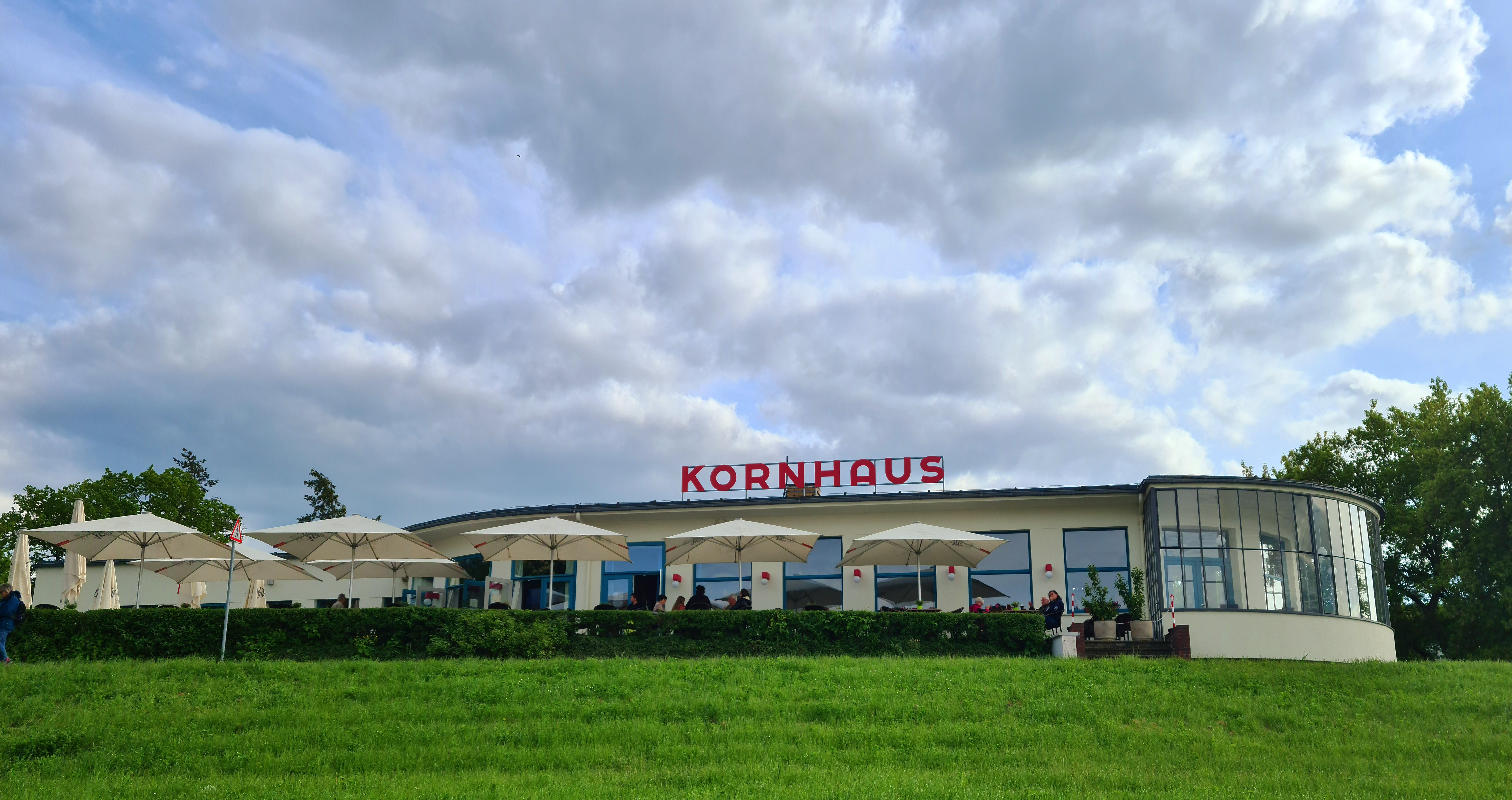
Kornhaus, vy från Elbefloden, uterummet till höger

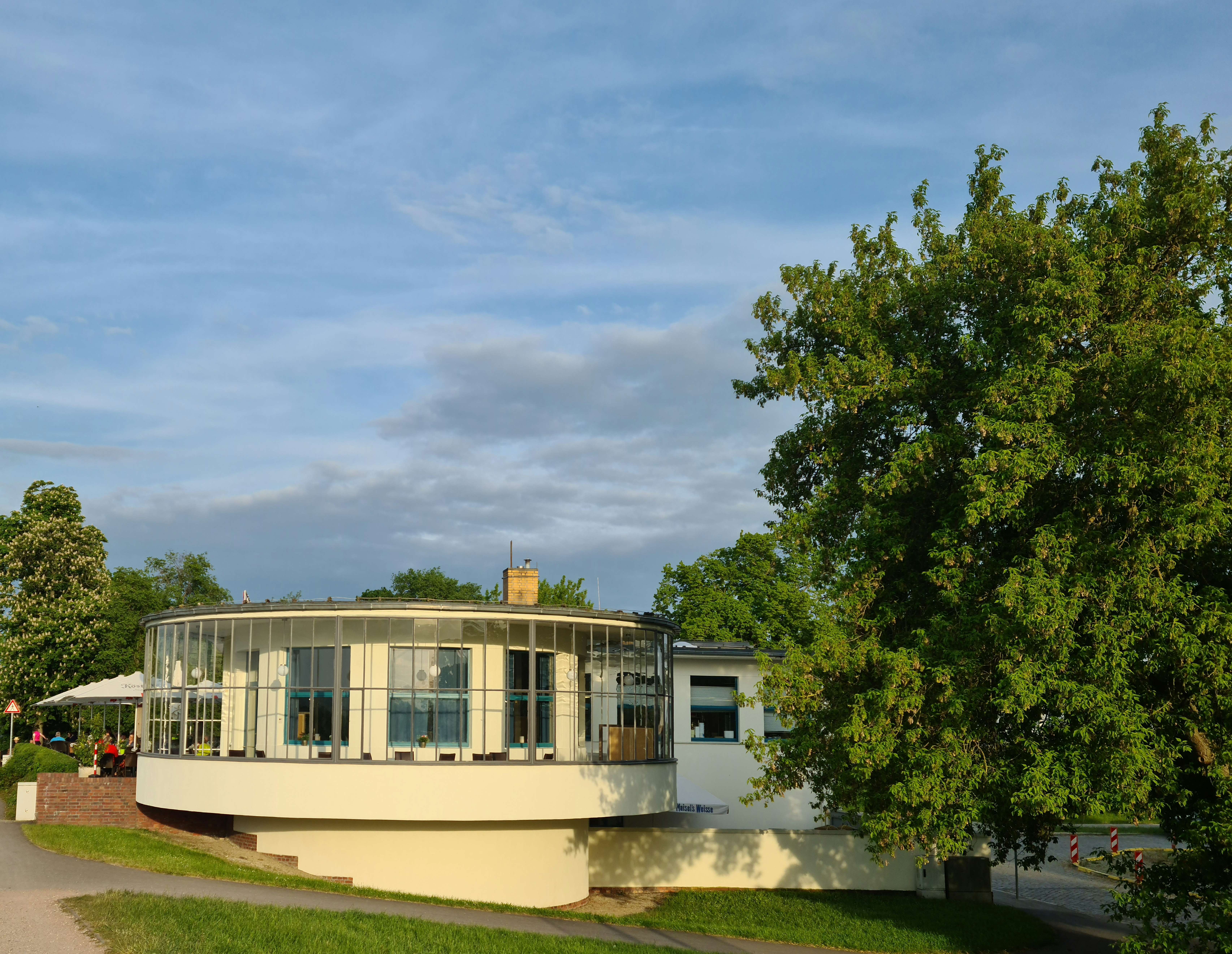
Vy från sidan

Kornhaus är en byggnadsminnesmärkt byggnad i Dessau vid floden Elbe. Huset är ett typiskt exempel för den Modernistiska arkitekturen.
Ritningarna till byggnaden skapades av arkitekten Carl Fieger i samband med en tävling för en ny restaurang vid floden Elbe. Initiativet kom från Dessaus stadsförvaltning och från bryggeriet Schultheiss-Patzenhofer. Intill platsen fanns en brygga för ångfartyg. Fram till 1870-talet fanns på samma ställe ett förrådshus för sädesslag som återspeglas i restaurangens namn.
Fieger skapade innan ritningar åt Walter Gropius och andra lärare av Bauhausskolan. Kornhaus och hans eget bostadshus i Dessau-Törten var några av hans första egna projekt.

## Byggnaden
Huset har två våningar och står på Elbes vall. Från floden är endast andra våningen och det runda uterummet synlig. Uterummet står på ett mindre podium vad som ger uppfattningen att den svävar. Även andra delar av byggnaden har avrundade kanter och hela komplexet påminner om ett fartyg som står på land. I andra våningen och uterummet inrättades köket, en korridor, en danssal och kaféet. Nedre våningen gav plats för en ölhall med separat ingång. Både delar sammanlänkas med ett stort trapphus. Som byggmaterial användes främst tegelstenar och stålbetong. Med sin vita puts, blåa fönsterbågar och dörrar samt röda utsmyckningar förstärkas det maritima intrycket.
Byggnaden genomgick 1996 en omfattande sanering. Andra saneringar utfördes 1959 av Carl Marx samt 2012. Den används fortfarande som restaurang.